# Horacio Alberto Bózzoli
Horacio Alberto Bózzoli (Buenos Aires, 23 de junio de 1927 - San Miguel de Tucumán, 30 de diciembre de 1993) fue un sacerdote católico argentino, que ejerció como obispo de la diócesis de San Miguel y arzobispo de la arquidiócesis de Tucumán.

## Biografía
Estudió en la Escuela Normal "Mariano Acosta" de la ciudad de Buenos Aires, de la que egresó como profesor en ciencias en el año 1947. Pronto ingresó al Seminario diocesano y fue ordenado presbítero en el año 1954. Se graduó de licenciado en teología y filosofía, y se doctoró en derecho canónico.
El 30 de marzo de 1973 fue nombrado obispo auxiliar de la diócesis de San Martín y titular in partibus infidelium de Rusticiana. El 5 de abril de 1975 fue trasladado como obispo auxiliar de la Arquidiócesis de Buenos Aires. El 11 de julio de 1978 fue nombrado obispo de la recién creada diócesis de San Miguel, ocupando el cargo el 30 de septiembre siguiente. Fundó el seminario diocesano y puso al frente del mismo al padre Héctor Rubén Aguer, actual arzobispo de La Plata.
El 19 de enero de 1983 fue nombrado arzobispo de Tucumán. Durante la presidencia de Raúl Alfonsín se mostró como un fuerte crítico de la ley de divorcio vincular, afirmando que "la Ley de Divorcio consagra legalmente la poligamia sucesiva," frase que reiteró en varias oportunidades, y amenazó con la excomunión a los diputados que la votaran.
Durante su gestión, la provincia de Tucumán fue visitada por el papa Juan Pablo II en el año 1987.
Falleció en San Miguel de Tucumán a fines de diciembre de 1993.